# 야라 벤드 파크

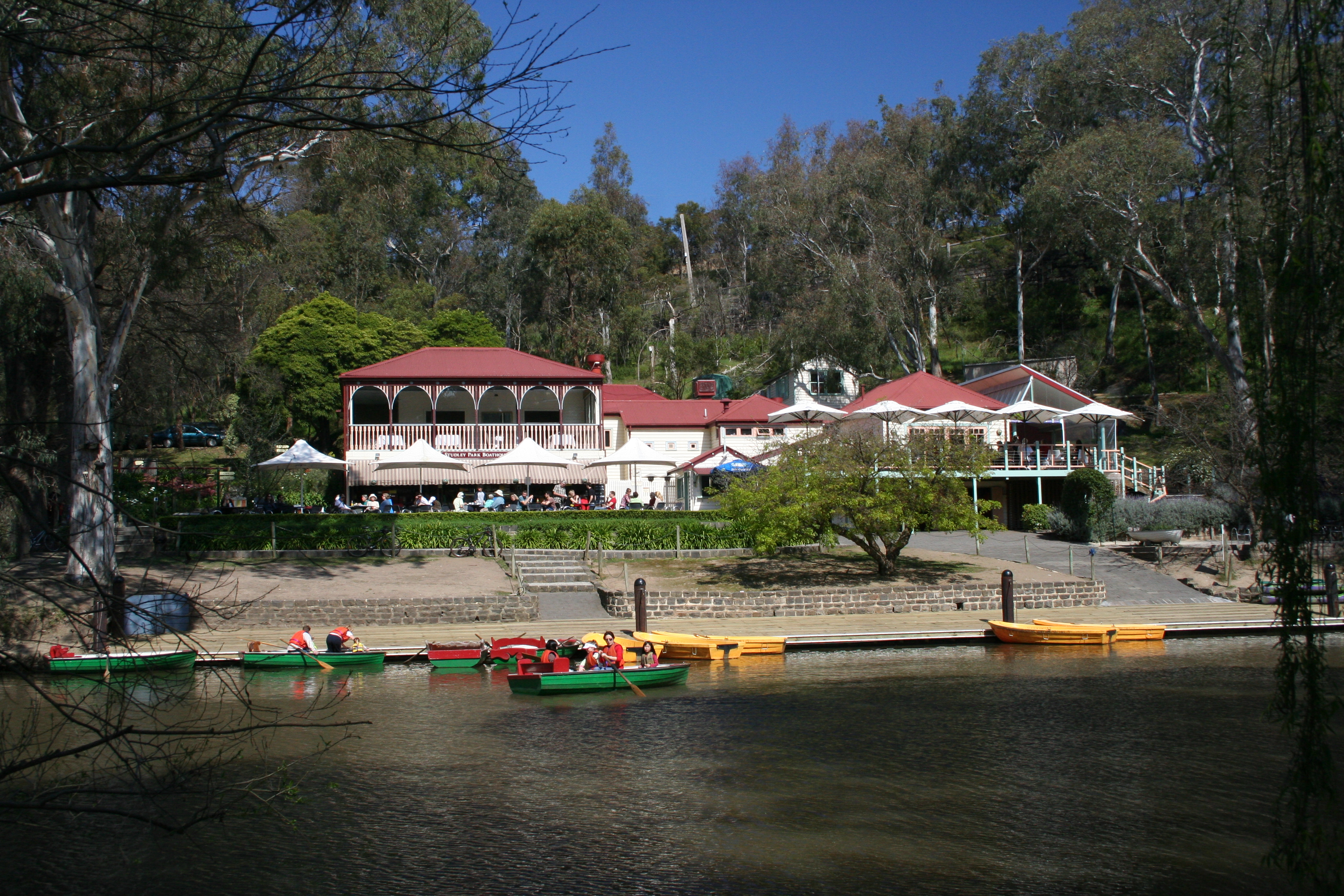
야라 강변에 자리한 스터들리 파크 보트하우스

야라 벤드 파크(Yarra Bend Park)는 멜번 시내에서 그리 멀지 않은  큐( Kew) 에 자리하고 있으며, 면적이 약 260헥타르(786,500평, 여의도 공원의 약 11.2배) 정도 크기의 공원이다. 멜번 시내 중심에서 약 4㎞가량 떨어져 북동쪽에 위치한 이곳은 멜번에 남아 있는 가장 큰 규모의 내츄럴 부시랜드 공원이다. 이 공원의 주요 큰 볼거리는 무엇보다도 12킬로나 구불구불 유유히 흐르는 야라강변이라고 할 수 있다.  이 강변을 따라서 다수의 자전거 트레일 및 산책로가 있으며, 공원내에는 2개의 골프 코스, 2개의 유서 깊은 보트 하우스 카페, 카누들과 각종 장비들을 저장할 수 있는 창고들이 있다.  공원에는 연간 약 150만명의 방문객들이 줄을 잇고 있다.

## 역사
야라 강과 메리 크릭(Merry Creek)이 합류하는 지점의 공원 부근, 특히 다이츠 폭포(Dight Falls) 부근의 서쪽 가장자리에 있는 쿠리 가든(Koori Garden)은, 유럽인들이 멜번에 정착하기 훨씬 이전부터 우룬디어리족(Wurundijeri) 원주민들에게 매우 중요한 요충지로 쓰여왔다. 1877년 야라 벤드 공원이 공식 보호구역으로 지정되었고, 1929년에는 남쪽에 있는 스터들리 파크(Studley Park)와 합쳐져 현재와 같은 규모가 되었다 .  1848년부터 1925년까지는 공원의 상당 부지가 야라벤드 정신 병원(Lunatic Asylum)의 병동 건물과 채소 정원 그리고 묘지 등으로 사용되기도 하였다. 
1904년, 국립 전염병 관리 병원이 페어필드 야라 벤드 로드변에 설립되었다. 추후에는 간단히 페어필드 병원으로 알려져 왔지만 1996년 폐원에 이르렀다. 그후 2004년 4월에는 빅토리아 주립 포렌직 정신 건강 연구소의  토마스 앰블링(Thomas Embling) 병원이 개원하면서  남쪽의 부지를 사용하고 있다. 그리고 북쪽에 위치한 건물은 대부분 엔엠아티 테이프에서 개조하여 사용하고 있다.

## 할 거리
공원내에는 보행자를 위한 산책로와 자전거 통행을 위한 다양한 공용 트랙이 있다. 그 중에서도 캐피탈 시티 트레일(사우스 뱅크까지 약 29km)과 야라 리버 트레일(38km 정도) 을 넓은 공원을 가로지르며 경관을 감상할 수 있다. 그룹투어 부시워킹에 참가하거나 조류 관찰 투어도 가능하다. 또한 공원내에 서식하는 플라잉 폭스(박쥐)를 관망하는 투어도 있다. 일부 지역에서은 반려견 금지 구역으로 지정되어 있어 반려견과 산책시는 반드시 목줄을 매어야 산책이 가능한 구역도 있다. 스터들리 파크와 페어필드 파크 보트하우스가페에서 카누나 보트를 빌려타고 여유롭게 야라강을 즐길 수도 있다.